# 매몰 비용
매몰비용(영어: sunk cost 또는 retrospective cost)이란 이미 지출해서 회수할 수 없는 비용을 말한다. 매몰비용 때문에 이미 실패한 또는 실패할 것으로 예상되는 일에 시간, 노력, 돈을 투자하는 것을 '매몰비용의 오류'라고 한다. 미국의 심리학자 리처드 탈러가 제시했다. 사람은 손실로 인한 고통을 더 크게 느끼기 때문에 잘못된 판단을 한다. 개인 뿐만 아니라 회사나 정부 조직까지 매몰비용의 오류를 범할 수 있다.

## 같이 보기
- 전망 이론
- 할 배리언